# Guglielmo Carbone
Guglielmo Carbone (ur. ok. 1370/75, zm. ok. 1416) – włoski kardynał okresu Wielkiej schizmy zachodniej.
Pochodził z Neapolu i był młodszym bratem kardynała Francesco Carbone, spokrewnionym także z Bonifacym IX, papieżem z obediencji rzymskiej okresu schizmy. Objął funkcję notariusza apostolskiego oraz archidiakona w Akwilei. 18 sierpnia 1396 Bonifacy IX mianował go arcybiskupem Chieti, którym pozostał aż do śmierci. Po zwołaniu Soboru Pizańskiego w 1409 Guglielmo uznał powzięte na nim decyzje, obejmujące m.in. detronizacje obydwu pretendentów do tronu papieskiego i wybór nowego papieża, którym został Aleksander V. Po śmierci Aleksandra V nowym papieżem obediencji pizańskiej został Baldassare Cossa jako Jan XXIII. Był on krewnym Guglielmo i na konsystorzu 6 czerwca 1411 mianował go kardynałem prezbiterem S. Balbina. Jego dalsze losy oraz dokładna data śmierci nie są znane, ale najprawdopodobniej zmarł przed rozpoczęciem lub w trakcie obrad Soboru w Konstancji (1414–1418), w każdym razie przed wyborem papieża Marcina V (11 listopada 1417), gdyż jego imię ani razu nie pojawia się w dokumentach soborowych. Jego następca w archidiecezji Chieti, Niccolò Viviani, został mianowany w dniu 1 lutego 1419 przez papieża Marcina V. W bulli nominacyjnej papież wspomina Guglielmo jako zmarłą osobę.